# 루트비히 뵈르네

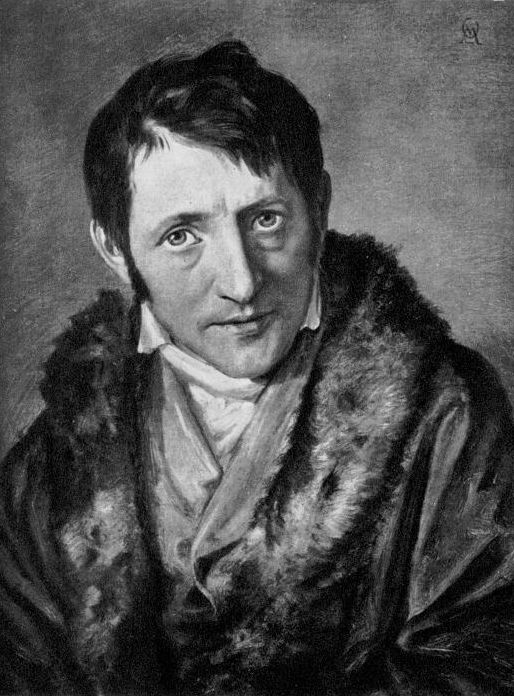
루트비히 뵈르네

카를 루트비히 뵈르네(독일어: Karl Ludwig Börne, 1786년 5월 6일 ~ 1837년 2월 12일)는 독일의 기자이다.
원명은 뢰프 바루흐(Loeb Baruch)라고 하며, 프랑크푸르트의 유대인 거리에서 출생하였다. 의학·법률학을 배워 프랑크푸르트의 경찰서 서기가 되었으나 유대인이라는 이유로 공직에서 추방되었다. 1818년 루트비히 뵈르네로 개명하고 프로테스탄트로 개종하였다. 문필가가 되어 시종일관 유대인의 정신적·사회적 자유를 위해 펜을 무기로 삼아서 싸웠다.
1830년 7월 혁명 이래 파리에 이주하여 《파리 통신》을 써서 유명해졌으나 독일 연방의회는 《파리 통신》 발매를 금지시켰다. 그의 독일에 대한 비판은 지극히 엄격하며 또한 신랄한 바가 있었으나 그의 타는 듯한 정의감, 기지(機智)와 유머가 깃든 유려한 문체, 기교나 주관성에 편중하는 것을 삼가는 객관적 태도 등으로 인하여 19세기 독일 신문문화란의 유형을 창시한 사람이 되었다.